# Беатриса Наваррская (графиня де Ла Марш)
Беатриса Наваррская (фр. Béatrice de Navarre), или Беатрис д’Эврё (фр. Béatrice d'Évreux; 1392—1407) — наваррская инфанта, по браку — графиня де Ла Марш и де Кастр, дочь короля Наварры Карла III и Элеоноры Кастильской, жена Жака II де Бурбона, графа де ла Марш и де Кастр. 

## Жизнь
Беатриса была третьей дочерью короля Наварры Карла III и Элеоноры Кастильской. Её отец при французском дворе познакомился с Жаком II де Бурбоном, графом де Ла Марш и де Кастр, и пригласил его приехать в Наварру, чтобы тот женился на одной из его дочерей. Выбор пал на Беатрису, брак был заключён в 1406 году. Вскоре после свадьбы её муж возглавил наваррские войска, отправленные на помощь Фернандо I Арагонскому в войне против Гранады. Во время его отсутствия Беатриса родила дочь Элеонору, но вскоре после этого умерла 14 декабря 1407 года.
Муж Беатрисы вернулся из Гранады в 1408 году, поручил воспитание дочери королю Карлу III, после чего отбыл во Францию.

## Брак и дети
14 сентября 1406 года в Памплоне Беатриса вышла замуж за Жака II де Бурбона (1370—1438), графа де Ла Марш и де Кастр, сына графа де Ла Марш Жана I де Бурбона и Екатерины де Вандом. Дети:
- Элеонора (1407—1463), графиня де Ла Марш и де Кастр с 1435; муж: с 1429 Бернар д’Арманьяк (1400—1455/1462), граф де Пардиак.